# Armoured Vehicle Royal Engineers
Pour les articles homonymes, voir Avre.

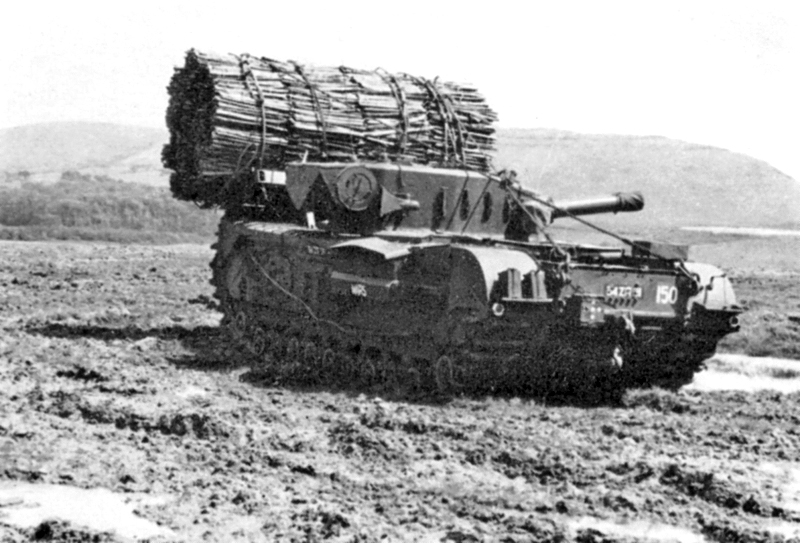
Char Churchill AVRE avec fascine équipé d'un système basculant vers l'avant afin d'ouvrir la voie aux blindés alliés. Cet exemple particulier est un AVRE post-WW2 sur châssis MK VII.

Les Armored Vehicle Royal Engineers (AVRE), également connu sous le nom de Assault Vehicle Royal Engineers, est le titre donné à une série de véhicules blindés du génie militaire exploités par les Royal Engineers (RE) dans le but de protéger les ingénieurs pendant les opérations de première ligne sur le champ de bataille.
En protégeant les ingénieurs, les véhicules sont également devenus une plate-forme mobile à diverses fins d'ingénierie, installant des armes de gros calibre pour la démolition, transportant des magasins d'ingénierie, des explosifs de déminage, une variété de routes déployables et des ponts d'ingénierie modifiés pour combler les lacunes que les véhicules blindés de transport de rampe (« ARK ») connexes ne pouvaient pas surmonter.